# Александер Шволов
Александер Шволов (нім. Alexander Schwolow, нар. 2 червня 1992, Вісбаден, Німеччина) — німецький футболіст, воротар клубу «Уніон» (Берлін).

## Клубна кар'єра
Футбольну кар'єру Александер Шволов починав у рідному місті Вісбаден у місцевому клубі «Веен», що виступав у Третій лізі Німеччини. Ще у юнацькому віці Шволов перейшов до команди «Фрайбурга». Саме в цьому клубі після закінчення футбольної школи Шволов і дебютував на професійному рівні — в останньому турі чемпіонату сезону 2013/14 років.
Влітку 2014 року воротар був відправлений у дворічну оренду до клубу «Армінія». Саме Шволов відіграв вирішальну роль у виході «Армінії» до півфіналу Кубка Німеччини навесні 2015 року. З розрахованих договором оренди двох сезонів Шволов відіграв у клубі лише один і повернувся до «Фрайбурга». У травні 2017 року воротар продовжив контракт із клубом ще на три роки.
Після закінчення контракту з клубом Шволов приєднався до столичної «Герти».

## Збірна
Александер Шволов захищав кольори юнацьких збірних Німеччини різних вікових категорій.